# 76-й гвардійський танковий полк (СРСР)
76-й гвардійський Оршанський орденів Суворова, Кутузова і Олександра Невського танковий полк (76 гв ТП, в/ч 86649, пп 52801) — військове формування танкових військ Радянської армії, що існувало до 1992 року. Полк входив до складу 20-ї танкової дивізії і після 1945 року дислокувався у м. Страхув, Польща.
Полк брав участь у боях Другої світової війни, де відзначився взяттям м. Аустерліц, проривом оборони супротивника на р. Вісла, а згодом — на р. Одер.
Після початку виведення ПнГВ з Польщі у 1991 році, полк було передислоковано до України, де його було згодом було переформовано у 1-й Оршанський навчальний прикордонний загін.

## Історія
7-й танковий Ломжинський полк брав участь у визволенні м. Сталінград. Полк брав участь у форсуванні чотирьох водних перешкод.
76-й гвардійський Оршанський танковий полк за взяття м. Аустерліц нагороджено орденом Олександра Невського (15.09.1944).
За успішний прорив в обороні противника на р. Вісла та вихід на р. Одер полк нагороджено орденом Кутузова ІІІ ступеня (19.02.1945).
За успішний прорив оборони противника на західному березі р. Одер та знищення оточеного угрупування противника полк нагороджено третім орденом — Суворова ІІІ ступеня (28.05.1945).
У червні—липні 1945 року відбувалося формування управління 76-ї гвардійської важкої танково-самохідної бригади. Штаб бригади розташовувався в м. Баршау. Основою бригади став 360-й гвардійський важкий самохідно-артилерійський Оршанський орденів Суворова, Кутузова і Олександра Невського полк, а в липні до її складу увійшли ще 7-й гвардійський важкий танковий Ломжинський і 103-й гвардійський важкий танковий Нарвський полки. 7 липня 1945 бригаду включили до складу 20-ї танкової дивізії, а вже 20 липня того ж року бригада була переформована у 76-й гвардійський важкий танковий полк, а колишні полки у складі бригади були відповідно переформовані в важкі танкові батальйони. Таким чином 76-й полк мав на озброєнні 65 танків ІС-2, по 21 танку у батальйоні.
Після реорганізації від 25 червня 1957 року (наказ від 12 березня 1957) 76-й гвардійський важкий танковий самохідний полк був прейменований на 76-й гвардійський важкий танковий полк.
У 1962 році полк перейменовано на 76-й гвардійський танковий полк.
У 1968 році підрозділи полку були залучені до участі у операції «Дунай» — придушенні повстання в Чехословаччині.
В 1985 році полк був переобладнаний на нову техніку, основною бойовою машиною став танк Т-80.
В кінці жовтня 1990 року почався вивід Північної групи військ з Польщі. Початково планувалось 20-ту танкову дивізію розмістити в Україні в районі Черкас. Проте проголошення незалежності в серпні 1991 року обумовили вивід цього з'єднання на територію Росії, за виключенням 76-го танкового полку.
На основі Директиви МО СРСР від 1 жовтня 1991 року 76 гв. тп, чисельністю 1355 військовослужбовців, 36 робітників і службовців, передислокований в м. Черкаси (КВО). До прибуття управління 20 ТД і інших частин дивізії підпорядковувався командувачу 6 гв. ТА. Частині присвоєно нове умовне наіменування — в/ч 86649.
1 травня 1992 року полк передано у розпорядження Державного комітету у справах охорони державного кордону України, а 1 липня 1992 року військову частину перейменовано у 1-й Оршанський навчальний прикордонний загін.